# Denise Boller
Denise Boller (* 3. Juni 1982 in Langgöns, Deutschland) ist eine ehemals für Österreich startende Radsportlerin. Sie ist mehrfache Staatsmeisterin und wurde 2010 Weltmeisterin im Einer-Kunstradfahren.

## Werdegang
Seit 2002 startet die Grundschullehrerin für den österreichischen Klub RC Gisingen und damit international für Österreich. National fährt die weiterhin in Deutschland lebende Denise Boller für den RSV Langgöns, bei dem sie auch radfahrerisch groß geworden und noch immer als Trainerin tätig ist.
Denise Boller wurde von 2002 bis 2008 sowie erneut 2010 Österreichische Staatsmeisterin im Kunstradfahren.
Sie wurde bei der Weltmeisterschaft 2005 in Freiburg im Breisgau Dritte und 2009 konnte sie diesen Erfolg in Portugal wiederholen.
2010 gewann die 28-Jährige in Stuttgart den Titel der Weltmeisterin im Einer-Kunstfahren.
2013 kehrte die 31-Jährige nach einer einjährigen Babypause wieder ins Wettkampfgeschehen zurück.
2014 beendete Denise Boller ihre aktive Karriere.

## Sportliche Erfolge
2010
- Weltmeisterin Einer-Kunstradfahren
- Österreichische Staatsmeisterin Kunstradfahren

2009
- Weltmeisterschaft Einer-Kunstradfahren

2005
- Weltmeisterschaft Einer-Kunstradfahren

2002–2008
- 7 × Österreichische Staatsmeisterin Kunstradfahren